# 2e Valthermond
2e Valthermond  is een buurtschap behorend tot de gemeente Borger-Odoorn in de Nederlandse provincie Drenthe. De buurtschap is gelegen ten noordwesten van Ter Apel, pal aan de grens met de provincie Groningen.
Tot 2009 heette deze plaats Tweede Valthermond. In het kader van de in 2009 in werking getreden Basisregistratie Adressen en Gebouwen (BAG) is de naam op 2 december 2008 opnieuw vastgesteld, nu als 2e Valthermond.
Drenthe: Steden en dorpen      Nederland: Provincies · Gemeenten